# Oost-talen (Barito)
De Oost-talen vormen een taalfamilie van 18 talen binnen de Baritotalen. Deze familie is nog eens ingedeeld in drie takken. 

## Classificatie
- Austronesische talen (1268)
  - Malayo-Polynesische talen (1248)
    - Baritotalen (27)
      - Oost-talen (18)

## Indeling
- Centraal-Zuid-talen (5 talen)
  - Centrale talen (1 taal)
  - Zuid-talen (4 talen)
- Malagasitalen (11 talen)
  - Antankarana-Malagasi
  - Bara-Malagasi
  - Bushi
  - Masikoro-Malagasi
  - Noordelijk Betsimisaraka-Malagasi
  - Plateaumalagasi
  - Sakalava-Malagasi
  - Zuidelijk Betsimisaraka-Malagasi
  - Tandroy-Mahafaly-Malagasi
  - Tanosy-Malagasi
  - Tsimihety-Malagasi
- Noord-talen (2 talen)
  - Lawangaans
  - Tawoyaans

## Malagasitalen
Opmerkelijk is het felle verwantschap van de Malagasitalen met enkele talen van Indonesië. Zie voor meer achtergrondinformatie Ma'anjan#Verwantschap met Malagasitalen.